# ژندوویتسه (شهرستان میه‌خوف)
ژندوویتسه (به لهستانی:  Rzędowice) یک روستا در لهستان است که در گمینا کشانژ ویلکی واقع شده‌است. ژندوویتسه ۴۱۰ نفر جمعیت دارد.